# Georgi Iwanowitsch Salnikow
Georgi Iwanowitsch Salnikow (russisch Георгий Иванович Сальников, wiss. Transliteration Georgij Ivanovič Sal'nikov; * 12. Juli 1923 in Moskau; † 8. Juli 2015 ebenda) war ein russischer Komponist und Musikpädagoge.

## Leben
Sein Musikstudium mit dem Hauptfach Klavier absolvierte er am Moskauer Konservatorium unter anderem bei Wladimir Sofronizki. Später studierte er Komposition bei Juri Kotschurow und Oles Tschischko am Sankt Petersburger Konservatorium. Nach Abschluss der Studien kehrte er als Professor an das Konservatorium in Moskau zurück.
Er trat auch als Pianist und Hornist in Erscheinung.
Seine Kompositionen breiten sich über ein weites Spektrum aus (Symphonische Werke, Opern, Kammer- und Vokalmusik).

## Werke

### Werke für Blasorchester
- 1959 Soldat gai – Wassili Tjorkin Marsch opus 5[1]
- 1959 Russisches Capriccio opus 7
- 1963 Kaukasische Fantasie opus 8
- 1968 Russische Rhapsodie für Klavier und Blasorchester opus 11
- 1970 Poem für Horn und Blasorchester opus 12
- 1971 Heroisches Scherzo opus 13
- 1980 Nowospasskoje – Poem opus 31
- 1980 Freundschaft – Slawische Fantasie opus 33
- 1981 Konzertwalzer opus 36
- 1984 Über Krieg und Frieden – Sinfonie opus 39
- 1984 Kindersuite opus 40
- 1984 Russischer Reigen
- 1988 Burleske
- 1993 Arabesques für das Musik-Festival in Uster, Schweiz
- 1997 Ouverture für einen Sommernachmittag
- 1998 Ouverture bravoure opus 16
- Petit Concerto Lyrique für Oboe opus 34[2]

### Bücher und Schriften
- 1967 Instruction Manual Instrumentation für Symphonisches Blasorchester
- 1976 und 1980 Instrumentationslehre für Blasorchester (2 Bände)